# Ёсиока, Токудзин
Токудзи́н Ёсио́ка (яп. 吉岡徳仁, род. 1967 год, Сага) — один из наиболее признанных японских дизайнеров современности.

## Краткая биография
Родился в 1967 году в префектуре Сага. В 1986 окончил школу дизайна Кувасава в Токио, а затем практиковался под началом Сиро Курамато. Работал в Иссэй Миякэ (Issey Miyake), и на сегодняшний день одной из самых известных его работ является выполненный для этой дизайн-студии магазин в Токио. С 1992 года начинает самостоятельную деятельность в качестве фрилансера, а в 2000 году основал собственную компанию «Tokujin Yoshioka Design». Сотрудничает с Иссэй Миякэ более двадцати лет.

## Творчество
Студия Токудзина Ёсиоки оформляет интерьеры и выставочные пространства для Issey Miyake, Hermes, Muji и Peugeot, а также активно задействована в сфере промышленного дизайна. Инсталляции Токудзина Ёсиоки (например, предназначенные для токийской выставки «Robot Meme» (2002 год) или A-POC, одна из которых была установлена в Берлинском Vitra Design Museum), пропитаны ярко выраженной игровой футуристической эстетикой. В 2002 году дизайнер разработал коллекцию продукции для итальянской компании Driade под названием Tokyo Soft, которая стала одним из лучших мировых образцов мягкой мебели.
В 2001 году Токудзин Ёсиока представляет эпатажную коллекцию кресел Honey Pop — своеобразных трансформеров, сделанных из листов прессованной бумаги. Чудо-кресло Honey Pop, также попавшее в Vitra Design Museum в Берлине и Музей современного искусства в Нью-Йорке, полностью повторяет все изгибы тела садящегося в него человека. Изыскания «honey-pop design» получили своё развитие в дальнейших экспериментах с креслами, в результате чего появляется коллекция «Tokyo-Pop» (2002). Кресло из этой коллекции, сделанное из современных полимерных материалов, имело огромный успех на международном салоне в Милане.
В 2006 году на том же миланском салоне японский дизайнер представил своё свежеиспечённое творение — кресло Pane Chair (в переводе с итальянского раne и означает «хлеб»). Сам дизайнер говорит, что занимается «кресельными» экспериментами потому, что это очень сложно. Ведь из миллиона моделей кресел, разработанных за всю историю человечества, всего сотни можно назвать удобными.
В числе работ Токудзина Ёсиоки — часы, выполненные по заказу Иссэй Миякэ, модель мобильного телефона серии Media Skin, изготовленного для японского бренда KDDI, а также ещё два новых кресла — «сливочное» (Panna Chair) и «кресло-букет» (Bouquet Chair).
В 2007 году, в рамках выставки дизайна Design Miami (Флорида), Токудзин Ёсиока получил звание лучшего дизайнера года.
В 2009 году на выставке-ярмарке BaselWorld дизайнер представил стенд Swarovski, завешанный полотном из множества маленьких зеркал.
В 2015 году придумал пуфы из колл - Brook, Moroso, для флагманского магазина Issey Myiake в Лондоне.
В 2016 году для выставки Иссэя Миякэ дизайнер придумал инсталляцию Transparent body.
Токудзину Ёсиоке доверили проектирование и строительство стадиона в Токио к Олимпийским играм 2020 года.
Его произведения представлены в Музее современного искусства в Нью-Йорке, Центре Жоржа Помпиду в Париже и
Музее дизайна Витра в Вайль-на-Рейне.

## Предметные работы
- 2015 – "Прозрачный" смартфон LG Fx0 для оператора сотовой связи KDDI
- 2010 — Коллекция мебели «Невидимки» (англ. The Invisibles) из поликарбоната, разработана для итальянской мебельной компании Kartell[3]
- 2010 — Кресло «Память» (англ. Memory), произведено из ткани на основе вторично переработанного алюминия для итальянской компании Moroso
- 2009 — Серия стульев и столов «Ami Ami» из поликарбоната, для Kartell
- 2009 — Кресло «Облако» (англ. Cloud Chair), выполнено по заказу Moroso
- 2008 — Кресло «Букет» (англ. Bouquet Chair), по заказу Moroso. Опытный образец был сделан из 30 тыс. бумажных салфеток. В дальнейшем для изготовления обивки будет использоваться ткань.
- 2008 — Кресло «Небо», выполнено по заказу итальянской компании Cassina
- 2006 — Мобильный телефон «Media Skin», разработан в рамках проекта au Design оператора сотовой связи KDDI (Япония)
- 2006 — Кресло «Хлеб» (англ. Pane Chair)
- 2002 — Коллекция Tokyo-Pop, выполненная из современных полимерных материалов для итальянской компании Driade
- 2001 — Коллекция кресел Honey Pop

## Основные источники
- О Токуджине Йошиоке (Tokujin Yoshioka) на Д.Журнале
- Сайт Токудзина Ёсиоки (на англ. и яп. языках)
- Токуджин Йошиока (Tokujin Yoshioka): «Дизайн — это всего лишь взаимодействие между человеком и материалом»
- Кресло-Букет (Bouquet Chair) Токуджина Йошиоки
- Токуджин Йошиока (Tokujin Yoshioka). Всем сидеть, эксперименты продолжаются!